# أوليغ لي
أوليغ لي (بالروسية: Ли, Олег Олегович)‏ هو لاعب هوكي الجليد روسي، ولد في 28 فبراير 1991 في فولغوغراد في روسيا.

## وصلات خارجية
- أوليغ لي على موقع دوري الهوكي للقارات (الإنجليزية)
- أوليغ لي على موقع EliteProspects.com (الإنجليزية)
- أوليغ لي على موقع Eurohockey.com (الإنجليزية)
- أوليغ لي على موقع HockeyDB.com (الإنجليزية)